# 棚網基己
棚網 基己（たなあみ もとみ、1950年6月28日 - 2024年5月8日）は、日本の実業家、馬主。
幻冬舎の創設に携わり、取締役会長を経て監査役を務めていた。

## 経歴
1950年、東京都出身。角川書店の編集者として勤めていた見城徹が1993年に独立、幻冬舎の創業に際し支援を行い、取締役会長に就任した。2000年11月より同社取締役副社長、2004年6月より同社監査役を務めていた。2024年5月8日、肝細胞癌のため死去。73歳没。

## 馬主活動
日本中央競馬会（JRA）および地方競馬全国協会（NAR）に登録していた馬主としても知られた。勝負服の柄は青、赤ダイヤモンド、白袖赤一本輪、冠名には「オリエンタル」を用いた。1988年に馬主資格を取得。新潟馬主協会相談役を務めていた。
妻のるみ子も馬主で、勝負服の柄は白、青星散、青袖白一本輪、冠名には同様に「オリエンタル」を使用し、2007年の札幌2歳ステークスを制したオリエンタルロックを所有している。